# Domingos Paciência
Domingos José Paciência Oliveira (Leça da Palmeira, 2 de enero de 1969) es un entrenador y exfutbolista portugués.
Su hijo Gonçalo Paciência también es futbolista.

## Carrera como jugador
Como futbolista, el Oporto fue el equipo donde pasó sus mejores días como jugador. Sin embargo, en 1997 fue traspasado al Tenerife, donde nunca llegó a adaptarse; volviendo pronto al Oporto para intentar recuperar el prestigio perdido, aunque nunca terminó de ser el de antes, cuando fue máximo goleador de la Liga Portuguesa en la temporada 1995-96 y en la que fue nombrado Mejor Jugador del Año.

## Carrera como entrenador
Sus mayores logros en su corta experiencia de entrenador los alcanzó al frente del SC Braga, al que llegó en verano de 2009. Consiguió clasificar a dicho equipo para la Champions League 2010-11, donde quedó eliminado en la fase de grupos; pero su tercer puesto le permitió ser repescado para la Europa League, donde también hizo historia: llegó a la final del torneo, pero perdió su equipo contra el FC Porto por 1-0 con gol del colombiano Radamel Falcao. Además, consiguió un subcampeonato en la Liga portuguesa en su temporada 2009/2010, siendo este el mejor resultado de la historia del equipo en la competición local.
En 2011, pasó a dirigir al Sporting de Portugal, dejando el cargo en febrero de 2012 al encadenar una mala racha de resultados.
El 30 de diciembre de 2012, es contratado como nuevo técnico del Deportivo, último clasificado de la Liga española en ese momento, con el objetivo de lograr la permanencia en Primera División. Sin embargo, los resultados no mejoraron bajo su dirección (sumó 4 puntos en 6 partidos) y se desvinculó del club al cabo de un mes y medio.
El 17 de enero de 2014, firma por el Kayserispor, pero fue despedido tras sólo dos meses.
En mayo de 2014, se incorpora al Vitória F.C.. Sumó 14 puntos en 17 jornadas antes de ser destituido el 19 de enero de 2015.
El 21 de mayo de 2015, se comprometió con el APOEL FC, pero fue despedido tras sólo tres meses al frente del conjunto chipriota al perder la Supercopa de Chipre y ser eliminado en la eliminatoria de acceso a la Liga de Campeones.

## Clubes

### Como jugador
| Club        | País     | Año       | Partidos (goles) |
| ----------- | -------- | --------- | ---------------- |
| FC Porto    | Portugal | 1987-1997 | 232 (97)         |
| CD Tenerife | España   | 1997-1999 | 50 (6)           |
| FC Porto    | Portugal | 1999-2001 | 31 (9)           |

### Como entrenador
| Club                      | País     | Año       | P  | PG | PE | PP | % v.  |
| ------------------------- | -------- | --------- | -- | -- | -- | -- | ----- |
| Porto B (asistente)       | Portugal | 2001-2004 |    |    |    |    |       |
| Porto B                   | Portugal | 2004-2005 |    |    |    |    |       |
| UD Leiria                 | Portugal | 2006-2007 | 24 | 9  | 6  | 9  | 37.5  |
| Académica de Coimbra      | Portugal | 2007-2009 | 65 | 19 | 24 | 22 | 29.23 |
| SC Braga                  | Portugal | 2009-2011 | 85 | 50 | 12 | 23 | 58.82 |
| Sporting CP               | Portugal | 2011-2012 | 33 | 18 | 9  | 6  | 54.55 |
| RC Deportivo de La Coruña | España   | 2012-2013 | 6  | 1  | 1  | 4  | 16.67 |
| Kayserispor               | Turquía  | 2014      | 7  | 1  | 1  | 5  | 14.29 |
| Vitória F.C.              | Portugal | 2014-2015 | 20 | 5  | 3  | 12 | 25    |
| APOEL FC                  | Chipre   | 2015      | 8  | 2  | 4  | 2  | 25    |
| CF Os Belenenses          | Portugal | 2017-2018 |    |    |    |    |       |